# 短編映画
短編映画（たんぺんえいが、short film）は、上映時間の短い映画を指す。長さに明確な区分はないが、エンドクレジットを含め主に40分以内である。ショートフィルムとも呼ばれる。
日本ではあまり認知されていないジャンルである。対して、欧米では確立されたカテゴリーで、商業として確立しており、かつてはディズニー作品も短編映画が主体だった。
タンペレ映画祭（FIAPF公認の北欧最古の映画祭）やアヌシー国際アニメーション映画祭（ASIFA公認の世界最大のアニメーション映画祭）のように長編映画よりも短編映画に重きを置く映画祭も少なくない。
近年、インターネット・モバイル等の映像配信メディアにおいて短編映画の重要性が増している。こういったメディアは長時間の映像作品の視聴に向いているとは言えないため、商業的に成功している長編映画作家がインターネットベースで短編映画を配信する例が世界的に増えている。

## 映画監督の名刺代わり
長編映画監督デビューを目指す者が習作として作成したりすることもあり、監督の名刺代わりとなっている。映画製作者（プロデューサー）は、映画祭の短編部門などでこれらの作品をチェックし、監督の発掘を行う。また、低予算でも製作が可能なため、映画学校で実習として作成される。

## 短編映画祭
代表的な短編映画祭として以下のものがある。
- ショートショートフィルムフェスティバル（日本） - アジア最大の短編映画祭、アカデミー賞の公認映画祭 。
- オーバーハウゼン国際短編映画祭（ドイツ） - FIAPF公認の世界最古の短編映画祭。
- クレルモンフェラン国際短編映画祭（英語版、フランス語版）（フランス） - 世界最大の短編映画祭で、「短編映画のカンヌ映画祭」とも呼ばれる。
- 札幌国際短編映画祭（日本） - 通称「SAPPOROショートフェスト」。ショートフィルムの売買を行えるマーケットを有する国際映画祭。

## 短編映画館
短編映画を専門に上映する商業映画館として以下のものがある。なお、短編映画館はショートフィルムシアターとも呼ばれる。
- ブリリア ショートショート シアター（横浜・みなとみらい） - 俳優の別所哲也が2008年に創設し、契約期間満了となる2017年12月に閉館（※その後、オンラインシアターを開設している）。
- 下北沢トリウッド（東京・下北沢） - 短編映画専門の映画館として1999年に開設されたが、現在では長さにとらわれない様々な作品も上映している。
- UnKnown Theater（東京・高円寺） - 独立系映画祭「オイド短編映画祭」の実行委員会により2017年に開設[1]。

## 短編オムニバス作品
いくつかの短編映画をひとつにまとめて、一作品のオムニバスにすることがある。以下はその主なもの。
- チューブ・テイルズ (1999) - ロンドン地下鉄を舞台にした9編
- 11'09''01/セプテンバー11 (2002) - アメリカ同時多発テロ事件をテーマした11編
- 10ミニッツ・オールダー (2002) - 時間をテーマにした7編と8編
- パリ、ジュテーム (2006) - パリを舞台に愛をテーマにした18編
- ミラーライアーフィルム (2021) - “変化”をテーマとした36名の監督による短編映画を4シーズンに渡りオムニバス形式で公開。初監督多数、俳優、漫画家、ミュージシャンらが参加し、一般公募枠の12作品は、419作品の応募から選抜された36編